# Deutsche Leichtathletik-Meisterschaften 1994
Die 94. Deutschen Leichtathletik-Meisterschaften wurden vom 1. bis zum 3. Juli 1994 im Steigerwaldstadion in Erfurt ausgetragen.

## Ausgelagerte Disziplinen
Außerdem wurden wie in den Jahren zuvor weitere Meisterschaftstitel an verschiedenen anderen Orten vergeben, in der folgenden Auflistung in chronologischer Reihenfolge benannt.
- Crossläufe – Burghaslach, 5. März mit Einzel-/Mannschaftswertungen für Frauen und Männer auf jeweils zwei Streckenlängen (Mittel-/Langstrecke)
- Halbmarathon – Melle, 10. April mit Einzel-/Mannschaftswertungen für Frauen und Männer
- 10-km-Gehen (Frauen)/50-km-Gehen (Männer) – Offenburg, 1. Mai mit jeweils Einzel- und Mannschaftswertungen
- Läufe über 10.000 m (Frauen und Männer) – Kappelrodeck, 14. Mai
- Langstaffeln, Frauen: 3 × 800 m/Männer: 4 × 800 m und 4 × 1500 m – Ulm, 31. Juli im Rahmen der Deutschen Jugendmeisterschaften
- Berglauf – Freiburg im Breisgau, 6. August im Rahmen des Schauinsland-Berglaufs mit Einzel-/Mannschaftswertungen für Männer und Frauen
- Mehrkämpfe (Frauen: Siebenkampf)/(Männer: Zehnkampf) – Vaterstetten, 2./3. September mit Einzel- und Mannschaftswertungen
- 100-km-Straßenlauf – Neuwittenbek bei Kiel, 24. September mit Einzel-/Mannschaftswertungen für Frauen und Männer[2]
- Marathonlauf – im Rahmen des Frankfurt-Marathons am 23. Oktober mit Einzel-/Mannschaftswertungen für Frauen und Männer[3]

## Rekord
Im Dreisprung erzielte Helga Radtke (SC Empor Rostock) mit 14,46 m einen neuen deutschen Rekord (DR), der bis zum 13. Juni 2011 Bestand hatte.

## Besonderheit
Eine Besonderheit gab es im Halbmarathonlauf. Erster Läufer im Ziel war hier Salvatore Di Dio in 1:04:06 h. Er wurde jedoch lediglich Juniorenmeister, da er nicht für die Hauptkategorie gemeldet war.
Die folgenden Übersichten fassen die Medaillengewinner und -gewinnerinnen zusammen. Eine ausführlichere Übersicht mit den jeweils ersten acht in den einzelnen Disziplinen findet sich unter dem Link Deutsche Leichtathletik-Meisterschaften 1994/Resultate.

## Medaillengewinner Männer
| Disziplin                                   | Gold                                                                            | Leistung       | Silber                                                                          | Leistung       | Bronze                                                                                | Leistung       |
| ------------------------------------------- | ------------------------------------------------------------------------------- | -------------- | ------------------------------------------------------------------------------- | -------------- | ------------------------------------------------------------------------------------- | -------------- |
| 100 m (Wind: −1,4)                          | Marc Blume (TV Wattenscheid 01)                                                 | 10,28 s00      | Michael Huke (TV Wattenscheid 01)                                               | 10,43 s00      | Jörg Rößler (LAC Quelle Fürth/München)                                                | 10,53 s00      |
| 200 m (Wind: +0,4)                          | Michael Huke (TV Wattenscheid 01)                                               | 20,60 s00      | Alexander Lack (SC Neubrandenburg)                                              | 20,70 s00      | Björn Sinnhuber (MTG Mannheim)                                                        | 20,78 s00      |
| 400 m                                       | Kai Karsten (LG Braunschweig)                                                   | 46,10 s00      | Lutz Becker (USC Mainz)                                                         | 46,24 s00      | Daniel Bittner (LG Bayer Leverkusen)                                                  | 46,29 s00      |
| 800 m                                       | Nico Motchebon (LAC Halensee Berlin)                                            | 1:46,64 min    | Joachim Dehmel (SpVgg. Feuerbach)                                               | 1:46,77 min    | Imram Sillah (LG Düsseldorf)                                                          | 1:47,45 min    |
| 1500 m                                      | Rüdiger Stenzel (TV Wattenscheid 01)                                            | 3:49,91 min    | Christoph Meyer (Hamburger SV)                                                  | 3:50,51 min    | Torsten Kallweit (TV Wattenscheid 01)                                                 | 3:51,01 min    |
| 5000 m                                      | Dieter Baumann (LG Bayer Leverkusen)                                            | 13:46,67 min   | Stéphane Franke (Salamander Kornwestheim)                                       | 13:47,41 min   | Mirko Döring (ASV Köln)                                                               | 14:08,57 min   |
| 10.000 m                                    | Dieter Baumann (LG Bayer Leverkusen)                                            | 28:20,66 min   | Carsten Arndt (SSC Hanau-Rodenbach)                                             | 29:30,86 min   | Markus Pingpank (LG Braunschweig)                                                     | 29:31,14 min   |
| Halbmarathon                                | Klaus-Peter Nabein (LAC Quelle Fürth/München)                                   | 1:04:11 h0000  | Konrad Dobler (SVO Germaringen)                                                 | 1:04:19 h0000  | Dirk Nürnberger (LAC Quelle Fürth/München)                                            | 1:04:55 h0000  |
| Halbmarathon, Mannschaftswertung            | LAC Quelle Fürth/MünchenKlaus-Peter Nabein Dirk Nürnberger Engelbert Franz      | 3:14:55 h0000  | LG BraunschweigRainer Huth Christian Husmann Markus Pingpank                    | 3:18:19 h0000  | SVO GermaringenKonrad Dobler Philipp Kehl Martin Sambale                              | 3:20:30 h0000  |
| Marathon                                    | Stephan Freigang (LC Cottbus)                                                   | 2:16:35 h0000  | Klaus-Peter Nabein (LAC Quelle Fürth/München)                                   | 2:18:48 h0000  | Uwe Honsdorf (Rot-Weiß Koblenz)                                                       | 2:18:51 h0000  |
| Marathon, Mannschaftswertung                | LC CottbusStephan Freigang Uwe Czarnofski Dirk Schinkoreit                      | 6:58:23 h0000  | LAC Quelle Fürth/MünchenKlaus-Peter Nabein Dirk Nürnberger Eike Loch            | 7:03:08 h0000  | TV Geiselhöring 1862Michael Braun Werner Hetzerecker Peter Kiefl                      | 7:19:21 h0000  |
| 100-km-Straßenlauf                          | Kazimierz Bak (MTP Hersbruck)                                                   | 6:42:48 h0000  | Michael Sommer (Eichenkreuz Schwaikheim)                                        | 6:48:30 h0000  | Lutz Aderhold (Spiridon Frankfurt)                                                    | 6:50:50 h0000  |
| 100-km-Straßenlauf, Mannschaftswertung      | LTF Marpingen IGuido Joerg Volker Becker-Wirbel Robert Feller                   | 21:38:33 h0000 | SV Germania HelmstedtVolker Krajenski Helmut Dreyer Hans-Günter Wolff           | 22:28:25 h0000 | LTF Marpingen IIJörg Hooß Franz Feller Stefan Feller                                  | 23:47:43 h     |
| 110 m Hürden (Wind: −0,9)                   | Florian Schwarthoff (TV Heppenheim)                                             | 13,34 s00      | Mike Fenner (SCC Berlin)                                                        | 13,49 s00      | Claude Edorh (ASV Köln)                                                               | 13,50 s00      |
| 400 m Hürden                                | Edgar Itt (TV Gelnhausen)                                                       | 48,48 s00      | Michael Kaul (USC Mainz)                                                        | 49,55 s00      | Helge Bormann (TSG Bergedorf)                                                         | 49,63 s00      |
| 3000 m Hindernis                            | Martin Strege (TSV Erfurt)                                                      | 8:30,30 min    | Kim Bauermeister (LG Filderstadt)                                               | 8:32,83 min    | Steffen Brand (LG Bayer Leverkusen)                                                   | 8:35,29 min    |
| 4 × 100 m Staffel                           | TV HeppenheimChristian Thomas Florian Schwarthoff Alexander Bub Thorsten Dauth  | 39,89 s00      | LAC Quelle Fürth/MünchenJörg Treffer Jörg Rößler Jürgen Urban Peter Neumaier    | 40,14 s00      | VfL SindelfingenHolger Vogelsang Robert Schulz Michael Schwab Oliver Schmidt          | 40,20 s00      |
| 4 × 400 m Staffel                           | LG Bayer LeverkusenAndreas Heuel Julian Völkel Markus Rau Daniel Bittner        | 3:06,45 min    | LAC ChemnitzJens Carlowitz Uwe Jahn Freund Rico Lieder                          | 3:07,71 min    | ASV KölnSascha von Weschpfennig Mario Schmitz Klaus Christian Weigeldt Thomas Kälicke | 3:07,71 min    |
| 4 × 800 m Staffel                           | LG Bayer LeverkusenBurkhard Wagner Oliver Klaudt Stephan Plätzer Alexander Adam | 7:20,20 min    | MTV IngolstadtHans Stamm Alfred Hummel Dieter Gabriel Peter Braun               | 7:21,88 min    | USC MainzRulhof Berthes Hebecker Probst                                               | 7:27,40 min    |
| 4 × 1500 m Staffel                          | Hamburger SVAndreas Fischer Marco Rohrer Jörn Klaus Wagner Christoph Meyer      | 15:17,06 min   | TV Wattenscheid 01Daniel Elferich Carsten Otte Mark Ostendarp Thorsten Kallweit | 15:17,70 min   | SpVgg. FeuerbachAlexander Dehmel Heiko Striegel Holger Mürle Joachim Dehmel           | 15:36,98 min   |
| 20-km-Gehen                                 | Axel Noack (Berliner TSC)                                                       | 1:22:25 h0000  | Robert Ihly (LG Offenburg)                                                      | 1:24:11 h0000  | Ronald Weigel (LAC Halensee Berlin)                                                   | 1:26:47 h0000  |
| 20-km-Gehen, Mannschaftswertung             | SC DHfK LeipzigMarkus Pauly Michael Lohse Lars Rolf                             | 4:31:46 h0000  | TSV ErfurtThomas Wallstab Thomas Prophet Johannes Schmidt                       | 4:35:58 h0000  | LAC Quelle Fürth/MünchenPeter Zanner Ralf Rose Alfons Schwarz                         | 4:38:10 h0000  |
| 50 km Gehen                                 | Ronald Weigel (LAC Halensee Berlin)                                             | 3:52:56 h0000  | Robert Ihly (LG Offenburg)                                                      | 3:58:10 h0000  | Thomas Wallstab (TSV Erfurt)                                                          | 3:58:40 h0000  |
| 50 km Gehen, Mannschaftswertung             | LAC Quelle Fürth/MünchenPeter Zanner Alfons Schwarz Hardy Koschollek            | 12:52:38 h0000 | Berliner SV 1892 IManuel Kollorz Karl Degener Andreas Klose                     | 13:54:08 h0000 | Berliner SV 1892 IIReiner Mundkowski Kiepers Trudjumow                                | 15:02:47 h0000 |
| Hochsprung                                  | Wolf-Hendrik Beyer (LG Bayer Leverkusen)                                        | 2,30 m         | Wolfgang Kreißig (MTG Mannheim)                                                 | 2,28 m         | Ralf Sonn (TSG Weinheim)                                                              | 2,28 m         |
| Stabhochsprung                              | Tim Lobinger (LG Bayer Leverkusen)                                              | 5,55 m         | Werner Holl (LG Stuttgart)                                                      | 5,50 m         | Mark Lugenbühl (ASV Landau)                                                           | 5,40 m         |
| Weitsprung                                  | Dietmar Haaf (LG Salamander Kornwestheim)                                       | 8,24 m         | Georg Ackermann (TV Heppenheim)                                                 | 8,12 m         | André Müller (SC Empor Rostock)                                                       | 8,02 m         |
| Dreisprung                                  | Volker Mai (Sportclub Neubrandenburg)                                           | 16,58 m        | André Ernst (SV Halle)                                                          | 16,46 m        | Wolfgang Knabe (TV Wattenscheid 01)                                                   | 16,44 m        |
| Kugelstoßen                                 | Oliver-Sven Buder (TV Wattenscheid 01)                                          | 20,44 m        | Thorsten Herbrand (LG Bayer Leverkusen)                                         | 19,19 m        | Oliver Dück (LAC Quelle Fürth/München)                                                | 18,77 m        |
| Diskuswurf                                  | Lars Riedel (LAC Chemnitz)                                                      | 65,50 m        | Jürgen Schult (Schweriner SC)                                                   | 64,14 m        | Andreas Seelig (USC Mainz)                                                            | 60,70 m        |
| Hammerwurf                                  | Heinz Weis (LG Bayer Leverkusen)                                                | 79,68 m        | Claus Dethlof (LG Bayer Leverkusen)                                             | 74,36 m        | Karsten Kobs (LG Olympia Dortmund)                                                    | 74,00 m        |
| Speerwurf                                   | Raymond Hecht (TV Wattenscheid 01)                                              | 85,88 m        | Peter Blank (USC Mainz)                                                         | 82,56 m        | Boris Henry (TV Ludweiler)                                                            | 79,50 m        |
| Zehnkampf                                   | Norbert Demmel (LAC Quelle Fürth/München)                                       | 7919 P         | Michael Kohnle (SG Ulm)                                                         | 7756 P         | Frank Müller (LAV Norden)                                                             | 7734 P         |
| Zehnkampf, Mannschaftswertung               | LAV NordenFrank Müller Gerd Zander Robert Kleemann                              | 21.570 P       | LG Bayer LeverkusenHelge Günther Lars Knut Axel Schnütgen                       | 21.417 P       | LAC Quelle Fürth/MünchenNorbert Demmel Peter Neumaier Henrich Schmidt                 | 21.085 P       |
| Crosslauf Mittelstrecke – 3,8 km            | Uwe König (SCC Berlin)                                                          | 11:59 min00    | Albrecht Bauer (TSV Wendlingen)                                                 | 12:03 min00    | Olaf Beyer (SCC Berlin)                                                               | 12:04 min00    |
| Crosslauf Mittelstrecke, Mannschaftswertung | SCC BerlinUwe König Olaf Beyer Jens Joppich                                     | Pl.-Ziff. 22   | LG BraunschweigThilo Krebs Krause Frank Mäusner                                 | Pl.-Ziff. 70   | ASC DarmstadtJörg Balle Michael Heist Jan Neiser                                      | Pl.-Ziff. 76   |
| Crosslauf Langstrecke – 10,8 km             | Stephan Freigang (LC Cottbus)                                                   | 35:32 min00    | Steffen Dittmann (TuS Solbad Ravensberg)                                        | 35:44 min00    | Martin Bremer (LG Bayer Leverkusen)                                                   | 35:54 min00    |
| Crosslauf Langstrecke, Mannschaftswertung   | LG Bayer LeverkusenMartin Bremer Heinz-Bernd Bürger Ralf Dahmen                 | Pl.-Ziff. 47   | SVO GermaringenKonrad Dobler Martin Sambale Philipp Kehl                        | Pl.-Ziff. 68   | LAC Quelle Fürth/MünchenEike Loch Hans Forster Klaus-Peter Nabein                     | Pl.-Ziff. 77   |
| Berglauf                                    | Michael Scheytt (VfL Sindelfingen)                                              | 34:32 min00    | Jörg Leipner (LG Frankfurt)                                                     | 34:44 min00    | Stefan Wohllebe (TV Waldstraße Wiesbaden)                                             | 34:45 min00    |
| Berglauf, Mannschaftswertung                | LC BreisgauDirk Debertin Charly Doll Peter Fröhlich                             | 1:47:08 h0000  | LG FrankfurtJörg Leipner Wolfgang Münzel Jan-Henning Schoch                     | 1:48:54 h0000  | LG RegensburgHelmut Strobl Manfred Dusold Josef Oefele                                | 1:49:28 h0000  |

## Medaillengewinnerinnen Frauen
| Disziplin                                            | Gold                                                                                    | Leistung       | Silber                                                                           | Leistung                            | Bronze                                                                                          | Leistung            |
| ---------------------------------------------------- | --------------------------------------------------------------------------------------- | -------------- | -------------------------------------------------------------------------------- | ----------------------------------- | ----------------------------------------------------------------------------------------------- | ------------------- |
| 100 m (Wind: −0,1)                                   | Melanie Paschke (LG Braunschweig)                                                       | 11,20 s00      | Bettina Zipp (TV Schriesheim)                                                    | 11,45 s00                           | Andrea Philipp (Schweriner SC)                                                                  | 11,58 s00           |
| 200 m (Wind: +1,4)                                   | Melanie Paschke (LG Braunschweig)                                                       | 22,45 s00      | Silke-Beate Knoll (LG Olympia Dortmund)                                          | 22,55 s00                           | Silke Lichtenhagen (LG Bayer Leverkusen)                                                        | 22,73 s00           |
| 400 m                                                | Anja Rücker (TuS Jena)                                                                  | 52,05 s00      | Karin Janke (VfL Wolfsburg)                                                      | 52,33 s00                           | Jana Schönenberger (OSC Berlin)                                                                 | 52,42 s00           |
| 800 m                                                | Christine Wachtel (SC Neubrandenburg)                                                   | 2:02,70 min    | Katie Kovacs (SCC Berlin)                                                        | 2:02,89 min                         | Simone Weidner (OSC Berlin)                                                                     | 2:03,71 min         |
| 1500 m                                               | Ellen Kießling (ASV Köln)                                                               | 4:15,26 min    | Antje Beggerow (SC Empor Rostock)                                                | 4:16,02 min                         | Carmen Wüstenhagen (SCC Berlin)                                                                 | 4:18,08 min         |
| 3000 m                                               | Andrea Karhoff (ASV Köln)                                                               | 9:10,42 min    | Claudia Lokar geb. Borgschulze (LG Olympia Dortmund)                             | 9:11,73 min                         | Claudia Metzner (LG Sauerland)                                                                  | 9:13,11 min         |
| 10.000 m                                             | Kathrin Weßel geb. Ullrich (OSC Berlin)                                                 | 32:44,11 min   | Katrin Dörre-Heinig (LAC Quelle Fürth/München)                                   | 33:16,39 min                        | Claudia Dreher (LG Olympia Dortmund)                                                            | 33:43,85 min        |
| Halbmarathon                                         | Monika Schäfer (LAC Quelle Fürth/München)                                               | 1:14:00 h0000  | Doris Grossert (LG Braunschweig)                                                 | 1:14:39 h0000                       | Romy Lindner (SV Blau-Weiß Auerbach)                                                            | 1:15:25 h0000       |
| Halbmarathon, Mannschaftswertung                     | LAC Quelle Fürth/MünchenMonika Schäfer Andrea Fleischer Johanna Baumgartner             | 3:48:07 h0000  | LG BraunschweigDoris Grossert Martina Lehmann Katrin Bröger                      | 3:57:02 h0000                       | ASC DarmstadtUrsula Wolf Corinna Rusch E. Heinrich                                              | 3:58:54 h0000       |
| Marathon                                             | Kathrin Weßel geb. Ullrich (OSC Berlin)                                                 | 2:36:29 h0000  | Romy Lindner (SV Blau-Weiß Auerbach)                                             | 2:38:48 h0000                       | Manuela Veith (ABC Ludwigshafen)                                                                | 2:41:24 h0000       |
| Marathon, Mannschaftswertung                         | LC BreisgauSonja Ambrosy Karin Steiger Monika Imgraben                                  | 8:44:14 h0000  | LG Bremen-NordPetra Liebertz Rebecka Weise-Jung Christine Fuchs                  | 8:50:03 h0000                       | LG RegensburgKatharina Kaufmann Gabriele Wendl Anita Höcherl                                    | 8:59:31 h0000       |
| 100-km-Straßenlauf                                   | Birgit Lennartz-Lohrengel (LLG St. Augustin)                                            | 7:38:14 h0000  | Jutta Philippin (SpVgg Renningen)                                                | 7:53:22 h0000                       | Anke Drescher (Karlsruher SC)                                                                   | 8:02:07 h0000       |
| 100-km-Straßenlauf, Mannschaftswertung – inoffiziell | DLC AachenAntje Küpper Birgit Kieven Simone Spellerberg-Rogowski                        | 27:20:22 h0000 | nur eine Mannschaft in der Wertung,                                              | nur eine Mannschaft in der Wertung, | deshalb inoffiziell                                                                             | deshalb inoffiziell |
| 100 m Hürden (Wind: +0,4)                            | Kristin Patzwahl (LAC Halensee Berlin)                                                  | 13,12 s00      | Sabine Braun (TV Wattenscheid 01)                                                | 13,31 s00                           | Heike Tillack (TSV Kirchhain)                                                                   | 13,36 s00           |
| 400 m Hürden                                         | Heike Meißner (Dresdner SC)                                                             | 54,52 s00      | Silvia Rieger (TuS Eintracht Hinte)                                              | 55,07 s00                           | Gesine Schmidt (ATS Cuxhaven)                                                                   | 55,76 s00           |
| 4 × 100 m Staffel                                    | LG Olympia DortmundMirja Knuth Heike Lüningschroer Katja Seidel Silke-Beate Knoll       | 44,95 s00      | LG Bayer LeverkusenAnja Böhme Silke Lichtenhagen Sandra Görigk Bettina Oberdorf  | 45,15 s00                           | LAC Quelle Fürth/MünchenHeike Blassneck Monika Fehling Christina Schönmetzler Christina Gruhler | 45,15 s00           |
| 4 × 400 m Staffel                                    | LG Olympia DortmundAndrea Bornscheuer Sandra Kuschmann Silvia Steimle Silke-Beate Knoll | 3:33,63 min    | LG Bayer LeverkusenCarolin Broich Bettina Oberdorf Ruth Scheppan Linda Kisabaka  | 3:34,80 min                         | Berliner SCClaudia Diefenbach Nadja Hack Martina Hauke Anja Schmitz                             | 3:39,00 min         |
| 3 × 800 m Staffel                                    | ASV KölnKaren Schiefer Andrea Karhoff Ellen Kießling                                    | 6:26,27 min    | LAC Quelle Fürth/MünchenChristine Stief Kristina da Fonseca-Wollheim Elke Dietel | 6:28,39 min                         | TV HerxheimK. Hoffmann Kirsten Birmelin M. Schultheiß                                           | 6:31,47 min         |
| 5000-m-Bahngehen                                     | Beate Gummelt geb. Anders (LAC Halensee Berlin)                                         | 21:19,0 min    | Kathrin Boyde (LC Breisgau)                                                      | 22:23,06 min                        | Doreen Sellenriek (Berliner SC)                                                                 | 22:27,31 min        |
| 10 km Gehen                                          | Beate Gummelt geb. Anders (LAC Halensee Berlin)                                         | 43:58 min      | Kathrin Boyde (LC Breisgau)                                                      | 45:13 min                           | Simone Thust (LAC Halensee Berlin)                                                              | 45:56 min           |
| 10 km Gehen, Mannschaftswertung – inoffiziell        | LAC Halensee BerlinBeate Gummelt geb. Anders Simone Thust Sandra Priemer                | 2:19:41 h0000  | nur eine Mannschaft in der Wertung,                                              | nur eine Mannschaft in der Wertung, | deshalb inoffiziell                                                                             | deshalb inoffiziell |
| Hochsprung                                           | Heike Balck (Schweriner SC)                                                             | 1,90 m000      | Marion Hellmann geb. Goldkamp (LG Bayer Leverkusen)                              | 1,88 m                              | Manuela Aigner (AOK Leipzig) / Mila Froberg (LG Bayer Leverkusen)                               | 1,86 m              |
| Stabhochsprung                                       | Andrea Müller (VT Zweibrücken)                                                          | 3,95 m000      | Christine Adams (SuS Dinslaken)                                                  | 3,90 m                              | Nicole Rieger (ASV Landau)                                                                      | 3,75 m              |
| Weitsprung                                           | Heike Drechsler geb. Daute (TuS Jena)                                                   | 7,13 m000      | Sabine Braun (TV Wattenscheid 01)                                                | 6,67 m                              | Helga Radtke (SC Empor Rostock)                                                                 | 6,60 m              |
| Dreisprung                                           | Helga Radtke (SC Empor Rostock)                                                         | 14,46 m DR     | Petra Laux (LG Bayer Leverkusen)                                                 | 14,10 m                             | Ramona Molzan (OSC Berlin)                                                                      | 13,92 m             |
| Kugelstoßen                                          | Stephanie Storp (VfL Wolfsburg)                                                         | 19,79 m000     | Grit Hammer (LAC Quelle Fürth/München)                                           | 19,38 m                             | Astrid Kumbernuss (SC Neubrandenburg)                                                           | 19,28 m             |
| Diskuswurf                                           | Ilke Wyludda (SV Halle)                                                                 | 63,76 m000     | Franka Dietzsch (SC Neubrandenburg)                                              | 61,60 m                             | Jana Lauren (Berliner TSC)                                                                      | 59,54 m             |
| Hammerwurf                                           | Simone Mathes (LAC Quelle Fürth/München)                                                | 58,34 m000     | Kirsten Münchow (LG Porta Westfalica)                                            | 55,86 m                             | Inga Beyer (SV Holtland)                                                                        | 55,24 m             |
| Speerwurf                                            | Karen Forkel (SV Halle)                                                                 | 67,72 m000     | Tanja Damaske (OSC Berlin)                                                       | 64,24 m                             | Silke Gast (LAC Quelle Fürth/München)                                                           | 59,08 m             |
| Siebenkampf                                          | Birgit Clarius (LAC Quelle Fürth/München)                                               | 6109 P         | Mona Steigauf (USC Mainz)                                                        | 6099 P                              | Gesine Schmidt (ATS Cuxhaven)                                                                   | 5614 P              |
| Siebenkampf, Mannschaftswertung                      | LAC Quelle Fürth/MünchenBirgit Clarius Heike Blassneck Sabine Schwarz                   | 16.430 P       | USC MainzMona Steigauf Ulrike Holzner Ulrike Karst                               | 16.306 P                            | LG SemptKatrein Schröder Bayer Christine Huber                                                  | 15.586 P            |
| Crosslauf Mittelstrecke – 3,8 km                     | Christina Mai (LG Olympia Dortmund)                                                     | 13:52 min00    | Doris Grossert (LG Braunschweig)                                                 | 13:59 min00                         | Annette Hüls (LG Bayer Leverkusen)                                                              | 14:01 min00         |
| Crosslauf Mittelstrecke, Mannschaftswertung          | LG BraunschweigDoris Grossert Martina Lehmann Katrin Bröger                             | Pl.-Ziff. 15   | LAC Quelle Fürth/MünchenUte Haak Sabine Leist Vera Michallek geb. Steiert        | Pl.-Ziff. 27                        | LG Bayer LeverkusenAnnette Hüls Susanne Hüls Nicole Theophil                                    | Pl.-Ziff. 32        |
| Crosslauf Langstrecke – 7,3 km                       | Claudia Lokar geb. Borgschulze (LG Olympia Dortmund)                                    | 26:51 min00    | Claudia Dreher (LG Olympia Dortmund)                                             | 27:29 min00                         | Tanja Kalinowski (LG Bayer Leverkusen)                                                          | 28:15 min00         |
| Crosslauf Langstrecke, Mannschaftswertung            | LG Olympia DortmundClaudia Lokar geb. Borgschulze Claudia Dreher Antje Pohlmann         | Pl.-Ziff. 13   | Eintracht FrankfurtSilke Welt Gabriele Huber Heike Möller                        | Pl.-Ziff. 44                        | LAC Quelle Fürth/MünchenJohanna Baumgartner Gabriele Almannstötter Klothilde Staab              | Pl.-Ziff. 49        |
| Berglauf                                             | Romy Lindner (SV Blau-Weiß Auerbach)                                                    | 41:17 min00    | Sonja Ambrosy (LC Breisgau)                                                      | 41:41 min00                         | Ute Haarmann (LG Wipperfürth)                                                                   | 42:19 min00         |
| Berglauf, Mannschaftswertung                         | LC BreisgauSonja Ambrosy Barbara Guerike Bettina Seith                                  | 2:08:16 h0000  | LAC Quelle Fürth/MünchenJohanna Baumgartner Silke Hennersdorf Ursula Schedel     | 2:24:13 h0000                       | Turnerschaft GundelfingenHelga Matusza Claudia Winski Jäger                                     | 2:31:52 h0000       |